# نيو جيو سي دي

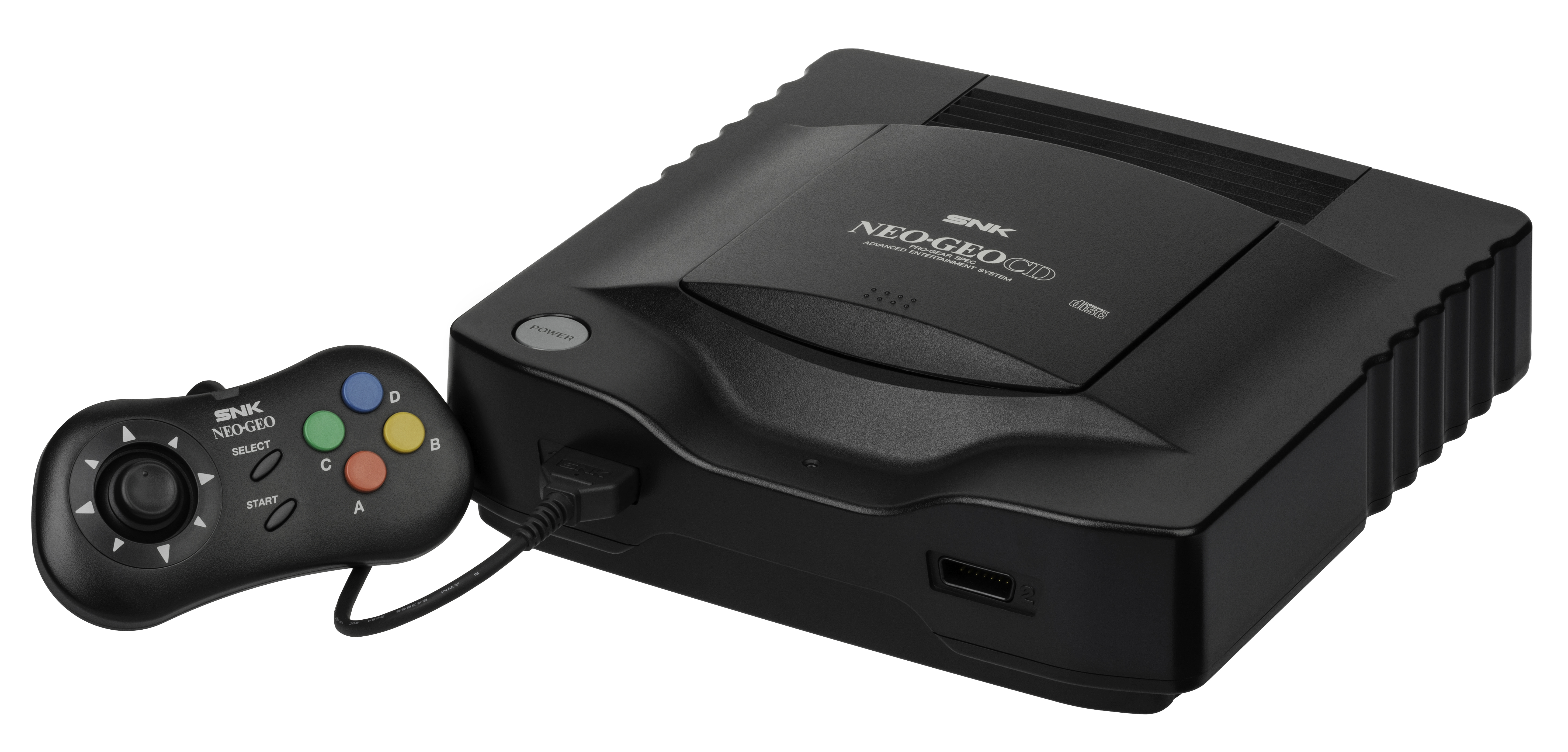
نظام التشغيل نيو جيو سي دي.

نيو جيو سي دي (بالإنجليزية: Neo Geo CD)‏ ، جهاز تشغيل العاب نيو جيو سي دي انتجتهُ شركة إس إن كاي اليابانية ، صدر في اليابان في شهر سبتمبر سنة 1994م ، وتليه أوروبا في شهر ديسمبر من نفس العام ، وصدر في أمريكا الشمالية في شهر أكتوبر سنة 1995م ، وأعلن حله سنة 1997م.

## وصلات خارجية
- NeoGeoCD.net – Dedicated to the Neo Geo CD System, Games, and Accessories: Neogeocd.net
- NeoGeoSoft.com: A complete software and artwork resource for the Neo Geo.